# Jordan Crooks
Jordan Crooks (George Town, 2 de mayo de 2002) es un deportista caimanés que compitió en natación.
Ganó tres medallas en el Campeonato Mundial de Natación en Piscina Corta, en los años 2022 y 2024.
En diciembre de 2024 estableció una nueva plusmarca mundial en piscina corta de los 50 m libre (19,90).
Fue el abanderado de Islas Caimán en la ceremonia de apertura de los Juegos Olímpicos de París 2024 junto con la regatista Charlotte Webster.
En 2022 fue condecorado con la Insignia de Honor de las Islas Caimán. Estudió el grado de Administración de la Cadena de Suministro en la Universidad de Tennessee.

## Palmarés internacional
| Campeonato Mundial en Piscina Corta | Campeonato Mundial en Piscina Corta | Campeonato Mundial en Piscina Corta | Campeonato Mundial en Piscina Corta |
| Año                                 | Lugar                               | Medalla                             | Prueba                              |
| ----------------------------------- | ----------------------------------- | ----------------------------------- | ----------------------------------- |
| 2022                                | Melbourne (Australia)               | Medalla de oro                      | 50 m libre                          |
| 2024                                | Budapest (Hungría)                  | Medalla de oro                      | 50 m libre                          |
| 2024                                | Budapest (Hungría)                  | Medalla de bronce                   | 100 m libre                         |